# Nephodia fronsaria
Nephodia fronsaria là một loài bướm đêm trong họ Geometridae.